# Сухино
Сухино (укр. Сухине) — село, относится к Березовскому району Одесской области Украины.
Население по переписи 2001 года составляло 17 человек. Почтовый индекс — 67362. Телефонный код — 48-56. Занимает площадь 0,434 км². Код КОАТУУ — 5121283807.

## Местный совет
67360, Одесская обл., Березовский р-н, с. Ряснополь, ул. Почтовая, 1